# Heather Thomas
Heather Anne Thomas (ur. 8 września 1957 w Greenwich, w stanie Connecticut) – amerykańska aktorka, scenarzystka i aktywistka polityczna, występowała w roli Jody Banks w serialu ABC Upadły facet (The Fall Guy, 1981–86) u boku Lee Majorsa.

## Życiorys
Urodziła się jako córka Leona Thomasa i Gladdy Lou Ryder, specjalizującej się w wykładach dla nauczycieli w Santa Monica-Malibu Unified School District. W 1975 roku ukończyła szkołę średnią Santa Monica High School w Santa Monica. W 1980 została absolwentką szkoły filmowej przy UCLA.
Swoją karierę rozpoczęła od małych ról telewizyjnych. W 1982 roku stała się ulubioną aktorką czytelników amerykańskiego magazynu. Wystąpiła gościnnie w sitcomie ABC Statek miłości (The Love Boat, 1983) i serialu CBS Niebezpieczne ujęcia (Cover Up, 1984). Za rolę Evangeline Cote w telewizyjnym dramacie biograficznym Henry Ford: Człowiek i maszyny (Ford: The Man and the Machine, 1987) zdobyła nominację do nagrody Gemini.
4 sierpnia 2008 roku ukazała się jej książka pt. „Trophies”.

### Życie prywatne
W 1976 roku spotykała się z aktorem Corbinem Bernsenem. W latach 80. była uzależniona od kokainy. Jej pierwszym mężem był Allan Rosenthal. W dniu 10 października 1992 poślubiła adwokata Harry’ego M. 'Skipa' Brittenhama. Ma córkę Indię Rose (ur. 19 czerwca 2000) oraz dwie pasierbice: Kristinę i Shaunę.

## Wybrana filmografia

### Filmy kinowe
- 1982: Chłopak o bombowym wzroku (Zapped!) jako Jane Mitchell
- 1987: Cyklon (Cyclone) jako Teri Marshall
- 1988: Parszywa dwunastka 4 (The Dirty Dozen: The Fatal Mission) jako Porucznik Carol Campbell
- 1997: Wbrew prawu (Against the Law) jako Felicity
- 1998: Mój olbrzym (My Giant) jako Showgirl

### Filmy TV
- 1987: Hoover vs. the Kennedys: The Second Civil War jako Marilyn Monroe
- 1987: Henry Ford: Człowiek i maszyny (Ford: The Man and the Machine) jako Evangeline Cote
- 1990: In the Director's Chair: The Man Who Invented Edward Scissorhands jako Torturowana bliźniaczka syjamska

### Seriale TV
- 1978: David Cassidy - Man Undercover jako Caryl Manning
- 1979: Co-ed Fever jako Sandi
- 1981–86: Upadły facet (The Fall Guy) jako Jody Banks
- 1983: Statek miłości (The Love Boat) jako Sheila
- 1984: T.J. Hooker jako Sandy
- 1984: Niebezpieczne ujęcia (Cover Up) jako Amber
- 1987: Mike Hammer jako Andrea
- 1992: Potwór z bagien (Swamp Thing) jako Tatania